# Alberto Lopo
Alberto Lopo García (ur. 5 maja 1980 w Barcelonie) – piłkarz hiszpański grający na pozycji środkowego obrońcy w Deportivo La Coruña.

## Kariera klubowa
Lopo urodził się w Barcelonie i tam też rozpoczął swoją karierę piłkarską. Uczęszczał do szkółki piłkarskiej Espanyolu Barcelona, a w sezonie 1998/1999 występował w rezerwach tego klubu. Jeszcze w jego trakcie awansował do kadry pierwszego zespołu i 11 kwietnia 1999 zadebiutował w Primera Division w wygranym 2:1 domowym meczu z Realem Saragossa. Jednak w pierwszych trzech sezonach był tylko rezerwowym w Espanyolu i do lata 2001 rozegrał zaledwie 22 spotkania w lidze. W 2000 roku zdobył z Espanyolem Puchar Hiszpanii. Od sezonu 2001/2002 był już podstawowym zawodnikiem klubu. W meczu z Saragossą (2:1) strzelił pierwszego gola w historii swoich występów w La Liga, a w potyczce z Barceloną (0:2) otrzymał pierwszą czerwoną kartkę w karierze. U kolejnych trenerów Espanyolu, Juande Ramosa, Javiera Clemente, Luisa Fernándeza i Miguela Ángela Lotiny grał w podstawowym składzie, ale stał się jednym z najostrzej grających zawodników w lidze hiszpańskiej. W sezonie 2002/2003 otrzymał 14 żółtych kartek, w sezonie 2003/2004 - 15 żółtych i jedną czerwoną, a w sezonach 2004/2005 i 2005/2006 łącznie 21 żółtych i dwa czerwone kartoniki. W 2006 roku zdobył z Espanyolem swój drugi w karierze Puchar Hiszpanii, a łącznie dla katalońskiego klubu rozegrał 178 meczów i zdobył 9 goli.
Latem 2006 roku Lopo przeszedł na zasadzie wolnego transferu do Deportivo La Coruña. W "Depor" po raz pierwszy wystąpił 27 sierpnia w wygranym 3:2 meczu z Realem Saragossa. Początkowo stworzył parę środkowych obrońców z Álvaro Arbeloą, ale po jego odejściu do Liverpoolu zaczął grywać w obronie Portugalczykiem Jorgem Andrade, a potem z Zé Castro. W 2011 roku spadł z Deportivo do Segunda División.
W 2011 roku Lopo został zawodnikiem Getafe CF.
| Sezon   | Klub                | Kraj      | Rozgrywki          | Mecze | Bramki | Puchar krajowy | Mecze | Bramki | Puchary europejskie | Mecze | Bramki |
| ------- | ------------------- | --------- | ------------------ | ----- | ------ | -------------- | ----- | ------ | ------------------- | ----- | ------ |
| 1998/99 | RCD Espanyol B      | Hiszpania | Segunda División B | 31    | 0      | -              | -     | -      | -                   | -     | -      |
| 1998/99 | RCD Espanyol        | Hiszpania | Primera División   | 2     | 0      | -              | -     | -      | -                   | -     | -      |
| 1999/00 | RCD Espanyol        | Hiszpania | Primera División   | 7     | 0      | -              | -     | -      | -                   | -     | -      |
| 2000/01 | RCD Espanyol        | Hiszpania | Primera División   | 13    | 0      | -              | -     | -      | -                   | -     | -      |
| 2001/02 | RCD Espanyol        | Hiszpania | Primera División   | 33    | 1      | -              | -     | -      | -                   | -     | -      |
| 2002/03 | RCD Espanyol        | Hiszpania | Primera División   | 23    | 1      | -              | -     | -      | -                   | -     | -      |
| 2003/04 | RCD Espanyol        | Hiszpania | Primera División   | 31    | 4      | -              | -     | -      | -                   | -     | -      |
| 2004/05 | RCD Espanyol        | Hiszpania | Primera División   | 36    | 3      | -              | -     | -      | -                   | -     | -      |
| 2005/06 | RCD Espanyol        | Hiszpania | Primera División   | 33    | 0      | -              | -     | -      | Puchar UEFA         | 14    | 0      |
| 2006/07 | Deportivo La Coruña | Hiszpania | Primera División   | 31    | 1      | Puchar Króla   | 3     | 0      | -                   | -     | -      |
| 2007/08 | Deportivo La Coruña | Hiszpania | Primera División   | 21    | 1      | -              | -     | -      | -                   | -     | -      |
| 2008/09 | Deportivo La Coruña | Hiszpania | Primera División   | 32    | 2      | Puchar Króla   | 1     | 0      | Puchar UEFA         | 7     | 0      |
| 2009/10 | Deportivo La Coruña | Hiszpania | Primera División   | 34    | 1      | Puchar Króla   | 3     | 1      | -                   | -     | -      |
| 2010/11 | Deportivo La Coruña | Hiszpania | Primera División   | 30    | 2      | Puchar Króla   | 1     | 0      | -                   | -     | -      |
| 2011/12 | Getafe CF           | Hiszpania | Primera División   | 16    | 0      | Puchar Króla   | 2     | 0      | -                   | -     | -      |
| 2012/13 | Getafe CF           | Hiszpania | Primera División   | 21    | 17     | -              | -     | -      | -                   | -     | -      |
| 2013/14 | Getafe CF           | Hiszpania | Primera División   | 3     | 0      | Puchar Króla   | 1     | 0      | -                   | -     | -      |
| 2014/15 | Deportivo La Coruña | Hiszpania | Primera División   | 30    | 2      | Puchar Króla   | 2     | 0      | -                   | -     | -      |
| 2015/16 | Deportivo La Coruña | Hiszpania | Primera División   | 10    | 0      | Puchar Króla   | 4     | 1      | -                   | -     | -      |

## Kariera reprezentacyjna
W listopadzie 2006 roku Lopo został powołany przez selekcjonera Luisa Aragonésa do kadry na towarzyskie spotkanie z Rumunią. Hiszpania przegrała 0:1, a Lopo nie wystąpił w tym meczu i więcej powołań do pierwszej reprezentacji nie otrzymał. Od grudnia 2001 występuje w nieoficjalnej reprezentacji Katalonii.